# Utawareru mono
Utawareru mono (うたわれるもの, littéralement Ce qui est chanté ou Ce qui est admiré ou Ce qui est stipulé) est un jeu vidéo développé par Leaf et édité par Aquaplus. À mi-chemin entre le visual novel et le tactical RPG, le jeu présente un certain nombre de scènes hentai. Il est sorti au Japon en avril 2002 sur Windows, puis porté sur PlayStation 2 en octobre 2006 et sur PlayStation Portable en mai 2009. Trois adaptations en mangas sont publiées par ASCII Media Works entre 2005 et 2010. Une adaptation en anime par le studio OLM est diffusée entre avril et septembre 2006. Plusieurs autres adaptations comme des anthologies ou des drama CD ont vu le jour.
Une suite vidéoludique intitulée Utawareru mono: Itsuwari no kamen est commercialisée en septembre 2015 sur PlayStation 3, PlayStation 4 et PlayStation Vita, couplée avec une adaptation en anime par le studio White Fox, diffusée entre octobre 2015 et mars 2016.

## Synopsis

### Histoire contemporaine aux personnages
Un homme, la trentaine, se réveille dans une maison inconnue. Ayant tout oublié de son passé si ce n'est l'image d'un animal à la gueule de feu, il se découvre un masque collé à son visage dans un village campagnard qui vit sous des menaces multiples. Et choses particulières, les habitants ont des oreilles d'animaux et les femmes arborent une longue queue soyeuse qui semble faire partie de leur corps (personnages de type kemonomimi). Hakuoro tente donc de se faire sa place dans ce village et d'aider Eruruu, sa petite sœur Aruruu et leur grand-mère Tusukuru qui l'ont accueilli et lui ont donné les affaires du défunt père des jeunes filles.
Après avoir réglé le problème d'une bête qui terrorisait le village, celui-ci se révolte contre l'odieux seigneur, s'attirant les foudres d'Inkara, le roi de Kenashi Kōru Pe.

### Le passé de Hakuoro
Au cours de l'époque actuelle (début du XXIe siècle), une expédition archéologique déterre un mystérieux fossile, celui d'une créature défigurée. Ce que ne savent pas les scientifiques, c'est qu'il s'agit en réalité du corps d'un dieu oublié connu sous le nom de Witsuarunemitea. Alors que l'un d'entre eux s'interroge, son supérieur le rejoint dans le laboratoire, et après une discussion animée, l'abat pour s'assurer de son silence. Alors que l'homme meurt, son sang, entrant en contact avec le fossile, réveille l'ancien dieu.
Witsuarunemitea voit une occasion dans l'homme mourant : il lui propose un pacte, lui accordant la vie, moyennant de pouvoir disposer de son corps, ce qui permet enfin à Witsuarunemitea de goûter au sommeil auquel il aspire. Le temps passe, et l'homme-dieu est cryogénisé.
Witsuarunemitea toujours lié à lui sous la forme d'un masque qu'il ne peut enlever, l'archéologue se réveille dans un lointain futur. Il se trouve dans un complexe scientifique souterrain, dans lequel il est étudié comme spécimen humain ancien. Il apprend des chercheurs que l'humanité est devenue incapable de survivre à l'air libre, ce qui pousse les derniers survivant à vivre sous terre.
Mizushima, l'un des chercheurs, est assigné au chevet de l'archéologue, baptisé Iceman. Lorsque l'équipe découvre qu'Iceman peut survivre aux bactéries de la surface, ils décident d'exploiter son ADN et de reproduire les caractéristiques revigorantes de son masque. Sont ainsi créés des nombreux cobayes, rarement viables, dont les numéros 3510 et 63. L'expérience 3510 est une belle jeune femme, baptisée Mikoto par Iceman, et l'expérience 63, une jeune femme dotée d'ailes noires, est baptisée Mutsumi.
Le projet scientifique rencontre cependant des difficultés, et il est décidé de recongeler Iceman. Mizushima lui offre alors de s'enfuir, et lui confie la clé du complexe. Iceman fuit le complexe avec Mikoto, dont il est tombé amoureux, et qui lui donne une fille. Entre-temps, cependant, les chercheurs, équipés de tenues NRBC, donnent la chasse à Iceman et le retrouvent. Mikoto est disséquée pour les besoins de leur recherches, et la rage d'Iceman réveille Witsuarunemitea.
Witsuarunemitea détruit la majeure partie du complexe. Pour punir les chercheurs de leur recherche d'immortalité sans scrupule, il les transforme en blogs gélatineux immortels. Lorsque sa rage atteint son paroxysme, il se scinde en deux entités: l'une cherche à détruire et l'autre qui cherche à être détruite.
Mutsumi apparait soudainement, et renforcée par le sang divin de Witsuarunemitea, elle scelle les deux moitiés. Entretemps, les cobayes viables qui se sont échappés repeuplent lentement la terre, et l'Homo Sapiens Sapiens disparaît. Le complexe est scellé et son emplacement est simplement connu comme la terre sacrée de Witsuarunemitea.
Bien plus tard, une modification de la terre réveille les deux entités, qui commencent aussitôt à s'affronter: la moitié destructive veut renforcer la sélection naturelle en multipliant les guerres, tandis que l'autre tente de promouvoir la coopération et l'entraide. Les deux moitiés sont durement blessées dans la bataille. La moitié bénéfique, qui conserve le corps de l'archéologue est découverte par Eruru, tandis que la moitié maléfique passe un pacte et fusionne avec Dii.

## Personnages
Hakuoro (ハクオロ)
Homme ayant la trentaine, retrouvé grièvement blessé aux abords du village, il s'intègre dans la famille d'Erurū. Signe particulier, il porte un masque qui lui recouvre la partie supérieure du visage et qu'il ne peut pas enlever. Il se révèle bon combattant (il se bat à l'aide d'un éventail d'acier que lui a légué Tusukuru) et malgré son amnésie il est très cultivé pour le lieu et apprend par exemple aux villageois le principe de l'engrais. Ayant reçu le nom du père d'Erurū et d'Arurū, il se comporte comme tel, protecteur, réconfortant. Suivant une destinée hors du commun, il va renverser l'actuel empereur, Inkara, puis mener une succession de batailles afin de défendre son royaume nouvellement fondé. Il ralliera de nombreuses personnes à sa cause, dont Benawi, Touka et Karura. Vers la fin de la série, on apprendra qu'il est en fait la réincarnation de Watsurinemitea, le dieu de la destruction.
Erurū (エルルゥ)
Orpheline de père et de mère, elle est élevée avec sa petite sœur par leur grand-mère, Tusukuru. Douce, elle a appris de celle-ci un peu de médecine. Son nom vient d'une légende contant l'histoire d'une jeune fille offerte en offrande à la forêt, et qui finit par devenir une part d'elle sous la forme d'une fleur (dont la variété porte ce nom). Elle est amoureuse d'Hakuoro depuis leur 1re rencontre.
Arurū (アルルゥ)
Sœur d'Erurū, nommée par le nom de la sœur de l'Erurū légendaire, elle est troublée par l'arrivée d'Hakuoro, qui ressemble beaucoup à son père. Elle l'appellera rapidement Papa et apprivoisera Mukkuru, l'enfant de la bête Mutikapa, lui servant de mère de remplacement. Elle se bat généralement sur le dos d'un tigre blanc géant, Mukkuru, protégeant les arrières d'Hakuoro. Lourdement blessée, elle est sauvée par Witsuarunemitea à qui Erurū a offert son âme en échange.
Tusukuru (トゥスクル)
Chef du village, elle pratique une médecine artisanale, élève Erurū et Arurū et soignera Hakuoro.
Oboro (オボロ)
Jeune homme de bonne condition, vivant dans un château tenu inconnu près du village, il est fier, bon combattant mais trop sûr de lui. Possessif, il fait tout pour protéger sa sœur, Yuzuha, qui est malade de naissance (elle souffre, entre autres, de cécité) et sujette à des malaises cardiaques.
Oboro se bat à l'aide de deux katanas aiguisés qu'il porte à la ceinture. C'est un virtuose du combat à deux armes.
Dorii et Guura (ドリィ・グラァ)
Ces jumeaux sont les serviteurs d'Oboro. Ce sont des experts du combat à distance et des archers aguerris. Ils sont capables de tirer plus de 5 flèches simultanément et d'abattre un ennemi à plus de 100 m. Tout comme Oboro, à qui ils vouent une admiration et une loyauté sans limite, ils suivent Hakuoro dans ses aventures.
Yuzuha (ユズハ)
Elle est la sœur d'Oboro. De naturel calme et sensible, elle reste la plupart du temps enfermée dans le palais d'Hakuoro, bien qu'elle aille parfois prendre l'air en compagnie de Camyu et Arurū. Elle est très compréhensive et ressent les émotions des gens qui lui sont proches.
Benawi (ベナウィ)
Chef des samouraïs, guerrier d'exception. Auparavant général d'Inkara, il jurera fidélité à Hakuoro après que celui-ci lui aura laissé la vie sauve. Benawi reconnaîtra en lui un homme d'exception, contrairement à son ancien maître. Benawi est un spécialiste du combat à la lance. Il manie une lourde hallebarde de guerre et fait des ravages dans les rangs ennemis.
Kuro (クロウ)
Lieutenant sous les ordres directs de Benawi, il est plutôt considéré comme son ami. Il a juré fidélité à Hakuoro et reconnaît parfaitement son autorité et ses qualités d'Empereur et de chef de guerre. Kuro est un cavalier aguerri qui se bat avec une épée longue à double tranchant.
Ulthury (ウルトリィ)
Princesse de l'Onkami Yamukai, elle a le pouvoir de sceller les gens et de contrôler la gravité et l'espace-temps. Elle part souvent en visite dans les pays en crise ou en développement afin de les aider du mieux possible. Elle passe un pacte avec Hakuoro, scellant leur amitié réciproque. Elle est une diplomate née et une puissante magicienne.
Camyu (カミュ)
C'est la sœur d'Ulthury. Princesse cadette de l'Onkami Yamukai, elle possède à peu près les mêmes pouvoirs que sa sœur. Elle devient très amie avec Yuzuha et Aruru, avec qui elle fait les 400 coups dans le palais d'Hakuoro. Personnage tendre et affectueux, Camyu déteste se battre. Elle est en partie possédée par Mutsumi, l'âme de la fille de Watsurinemitea. Signe particulier, Camyu est la seule Yamukai à avoir des ailes noires.
Karura (カルラウアツゥレイ)
Son vrai nom est Karurawatsurei. Elle est la princesse de Na Tunk, mais a fui son pays à la suite de l'attaque du château par des marchands d'esclaves afin de sauver son frère cadet. Karura est douée d'une force extraordinaire et d'une impressionnante résistance à l'alcool... Malgré ses airs de jeune fille effarouchée, elle possède une nature douce et fleur bleue. Elle a tendance à ne jamais recevoir d'ordre de qui que ce soit : elle ne reconnaît qu'un seul homme pour maître, le seigneur Hakuoro. Karura lui a juré fidélité pour l'éternité et joue les gardes du corps quand l'empereur part en guerre. Elle manie une épée incroyable qui pèse plusieurs dizaines de kilos et qui mesure pas loin de 2 m. Elle a été spécialement conçue pour ne pas s'ébrécher, se fendre ou se tordre. Ses principaux loisirs sont de découper des ennemis (et, accessoirement, des portes et des pans de mur) ainsi que de boire du saké.
Touka (トウカ)
Touka est une guerrière de l'Evenkurugan, une race de talentueux épéistes aujourd'hui disparue. Elle manie le katana comme personne et le fait au nom de la justice. Se battant au départ contre Hakuoro, elle réalise ensuite qu'elle s'est fourvoyée. Elle se met alors sous ses ordres, lui assurant qu'il peut disposer de sa vie comme bon lui semble. Touché par sa loyauté, Hakuoro la prendra à son service et en fera une de ses plus proches amies. Elle et Karura sont parmi les meilleures guerrières du monde et leur rivalité va même jusqu'à savoir qui est la préférée d'Hakuoro...
Haku (ハク)
Il est le personnage principal de Utawareru mono: Itsuwari no Kamen, la série qui suit Utawareru mono. Il est retrouvé amnésique par Kuon qui lui sauve la vie et qui décide de s'en occuper comme partenaire tant qu'il n'aura pas retrouver la mémoire. C'est un jeune homme qui a reçu son nom de Kuon (probablement en rapport à Hakuoro d'après les réactions de certains personnages de la première série.), qui a les cheveux noirs et possède des capacités physiques normales mais à la particularité de ne pas posséder les oreilles et la queue animales que possèdent les personnes de ce monde. Il est présenté comme fainéant, il se plaint du travail qu'on lui donne mais le fait toujours correctement et il aime boire et faire la fête. Bien qu'il apparaît dans un premier comme une personne pas très fiable, celui-ci démontre rapidement le contraire. Il prouve qu'il a des capacités intellectuels assez élevées notamment lorsqu'il est capable de réparer la roue hydraulique du premier village qu'il visite alors que personne n'en a été capable ou bien lorsqu'il prépare des stratégies pour défaire les monstres et les ennemis qu'il rencontre. Il rencontre différentes personnes qui le suivront par la suite et qui deviendront ses amis.
On apprendra plus tard qu'il faisait partie des scientifiques qui mena des recherches sur le corps de Hakuoro pour immuniser les humains au poison qui se trouve dehors et par la même occasion qu'il est le petit-frère de l'empereur de Yamato. Après la mort d'Oshutoru à la fin de l'anime, Haku se fera passer pour lui et reprendra son masque pour mener une rébellion à Yamato pour redonner le trône à Anju.
Kuon (クオン)
Kuon est une jeune femme qui sauve Haku d'un monstre qui allait le dévorer. Elle voyage de village en village et rencontre Haku dans les montagnes. Elle décide alors de devenir sa gardienne. Elle est travailleuse et sait se battre. Elle est liée aux personnages de la première série Utawarerumono et au pays de Tusukuru puisqu'elle appelle Karura et Touka mères. En fait, ce n'est pas dit explicitement mais on peut penser qu'elle est la fille de Eruru : elle a été élevée par la plupart des personnages de la première série, chante la même chanson qu'Eruru, parle de sa "mère", et non pas de "Mère Touka" ou le nom d'une autre personne...). Son père pourrait être Hakuoro, car certains indices montrent qu'elle a beaucoup de pouvoirs, quand elle devient sérieuse. D'ailleurs, Kuro en fait mention lorsqu'ils tentent de détruire les provisions de Tusukuru. Dans ce même épisode, on remarque aussi qu'elle est connue du peuple de Tusukuru.
Ukon ou Oshutoru (ウコン)
Atui (アトゥイ)
Rurutie (ルルティエ)
Kokopo (ココポ)
Nekone (ネコネ)
Maroro (マロロ)
Munechika (ムネチカ)
Anju (アンジュ)
Saraana (サラァナ) et Uruuru (ウルウル)

## Anime

### Musiques
| Générique                        | Début    | Début                              | Début   | Fin           | Fin                                                                                 | Fin       |
| Générique                        | Épisodes | Titre                              | Artiste | Épisodes      | Titre                                                                               | Artiste   |
| -------------------------------- | -------- | ---------------------------------- | ------- | ------------- | ----------------------------------------------------------------------------------- | --------- |
| Utawarerumono                    | 1 – 26   | Musōka (夢想歌) Le chant des rêves | Suara   | 1 – 25        | Madoromi no rinne (まどろみの輪廻) Sommeil du cycle éternel de la mort et de la vie | Eri Kawai |
| Utawarerumono                    | 1 – 26   | Musōka (夢想歌) Le chant des rêves | Suara   | 26            | Kimi ga Tame (キミガタメ) Tu es la cause de tout                                    | Suara     |
| Utawarerumono: Itsuwari no Kamen | 2 – 12   | Fuantei na Kamisama (不安定な神様) | Suara   | 2 – 5, 7 – 12 | Yume ka Utsutsu ka (ユメカウツツカ)                                                 | Suara     |
| Utawarerumono: Itsuwari no Kamen | 13 – 25  | Ame Kakeru Hoshi (天かける星)      | Suara   | 13 – 18, 20 – | Hoshi Furu Sora Aogi Mite (星降る空仰ぎ見て)                                        | Suara     |

### Doublage
- Rikiya Koyama : Hakuoro
- Ryoka Yuzuki : Erurū
- Akeno Watanabe : Dori et Gura
- Atsuko Tanaka : Karura
- Daisuke Kirii : Oboro
- Daisuke Namikawa : Benawi
- Hiroaki Ishikawa : Teoro
- Hiroyuki Yoshino : Nuwangi
- Hisako Kyōda : Tusukuru
- Kaya Miyake : Touka
- Mai Nakahara : Yuzuha
- Miyuki Sawashiro : Arurū
- Rie Kugimiya : Camyu
- Satsuki Yukino : Sopoku
- Sayaka Ohara : Ulthury
- Tōru Ōkawa : Inkara et Sasante
- Tsuyoshi Koyama : Crow

### Différences avec le jeu vidéo
L'aspect physique de Dorii et Guura laisse volontairement le doute sur leur sexe. Dans la version PC et dans les suppléments du DVD américain, ces deux personnages sont présentés comme des hommes, alors que l'éditeur français de l'animé a préféré les considérer comme des femmes.
Pour Touka, son serment de fidélité implique aussi d'avoir un enfant avec Hakuoro. Elle échoue cependant: induite en erreur par Karura, elle pense qu'il lui faut boire la semence d'Hakuoro pour tomber enceinte.
Fécondée par le sang divin de Hakuoro, Yuzuha donne naissance à un enfant sain (il ne souffre pas de la maladie de sa mère).
À la fin du jeu, Oboro abdique, confiant la couronne à Benawi. Il part parcourir le monde pour le faire découvrir à l'enfant de Yuzuha.
Dans la série d'animation il dit être trop jeune pour diriger et part donc en quête d'expérience, accompagné de Dorii et Guura.